# Jazienica Polska
Jazienica Polska – dawna wieś na Ukrainie na obszarze dzisiejszego rejonu kamioneckiego w obwodzie lwowskim. Leżała na północny wschód od Kamionki Strumiłowej.
Dziedzicem majątku był hr. Karol Mier (zm. 1885). Pod koniec XIX wieku właścicielką majątku była jego żona hr. Helena Mierowa.
W II Rzeczypospolitej do 1934 roku wieś stanowiła samodzielną gminę jednostkową w powiecie kamioneckim w woj. tarnopolskim. W związku z reformą scaleniową została 1 sierpnia 1934 roku włączona do nowo utworzonej wiejskiej gminy zbiorowej Kamionka Strumiłowa w tymże powiecie i województwie. 
W nocy z 8 na 9 kwietnia 1944 nacjonaliści ukraińscy z OUN-UPA zamordowali tutaj 16 Polaków. Jazienica Polska była częścią ośrodka polskiej samoobrony, tzw. "trójkąta", który został całkowicie zniszczony w kwietniu-maju 1944 roku przez współpracujące ze sobą jednostki niemieckie i UPA.
Po wojnie wieś weszła w struktury administracyjne Związku Radzieckiego.